# زندگی گلگون
زندگی گُلگون (به فرانسوی: La vie en rose) یا گنجشکک (به فرانسوی: La Môme) محصول ۲۰۰۷ فرانسه، فیلمی درباره زندگی ادیت پیاف خواننده برجسته فرانسوی است.
عنوان اصلی فیلم به معنی کوچولو است از نام مستعار این خواننده فرانسوی La Môme Piaf به معنی دخترک. به دلیل معروف بودن آهنگ «زندگی به‌رنگ صورتی» (La Vie En Rose) در کشورهای انگلیسی زبان بدین نام اکران شد. این فیلم برنده اسکار بهترین هنرپیشه نقش اول زن و چهره پردازی از هشتادمین جوایز آکادمی شد.